# ريكاردو ألين
ريكاردو ألين (بالإنجليزية: Ricardo Allen)‏ (و. 1991  م) هو لاعب كرة قدم أمريكية، من الولايات المتحدة، ولد في دايتونا بيتش، يلعب كظهير خلفي ‏.

## التعليم
تعلم في Mainland High School ‏.

## روابط خارجية
- ريكاردو ألين على موقع مرجع كرة القدم المحترفة.كوم (الإنجليزية)
- ريكاردو ألين على موقع كلية كرة القدم في سبورتس رفرنس.كوم (الإنجليزية)